# Професионална гимназия по железопътен транспорт „Никола Й. Вапцаров“
Професионална гимназия по железопътен транспорт „Никола Й. Вапцаров“ е техническо училище в областта на железопътния транспорт и е единствено в Северна България. Гимназията се намира в град Горна Оряховица.

## История
Училището е основано през 1977 като СПТУ по железопътен транспорт. С решение на учителския съвет и с решение на общината училището избира за свой покровител Никола Вапцаров през 1981 година. Първата учебна година започва със 108 ученика. Бойка Вапцарова става кръстник на гимназията. Започва изграждането на първите лаборатории. През 1991 година техникумът е преименуван на Професионална гимназия по железопътен транспорт.